# Sakania
Sakania este un oraș în  provincia Katanga, Republica Democrată Congo. În 2012 avea o populație de 10 158 de locuitori, iar în 2004 avea 8 619.